# مزرعه محمدنبی ارجمند
مزرعه محمدنبی ارجمند یک منطقهٔ مسکونی در ایران است که در بخش کربال واقع شده‌است.